# 帽子火鍋
帽子火鍋，得名自越南特有、外觀有如倒扣大鐵帽的火鍋鍋具，帽緣擺放着各種食材，放於中間的湯頭用牛骨熬製。